# Station Miały

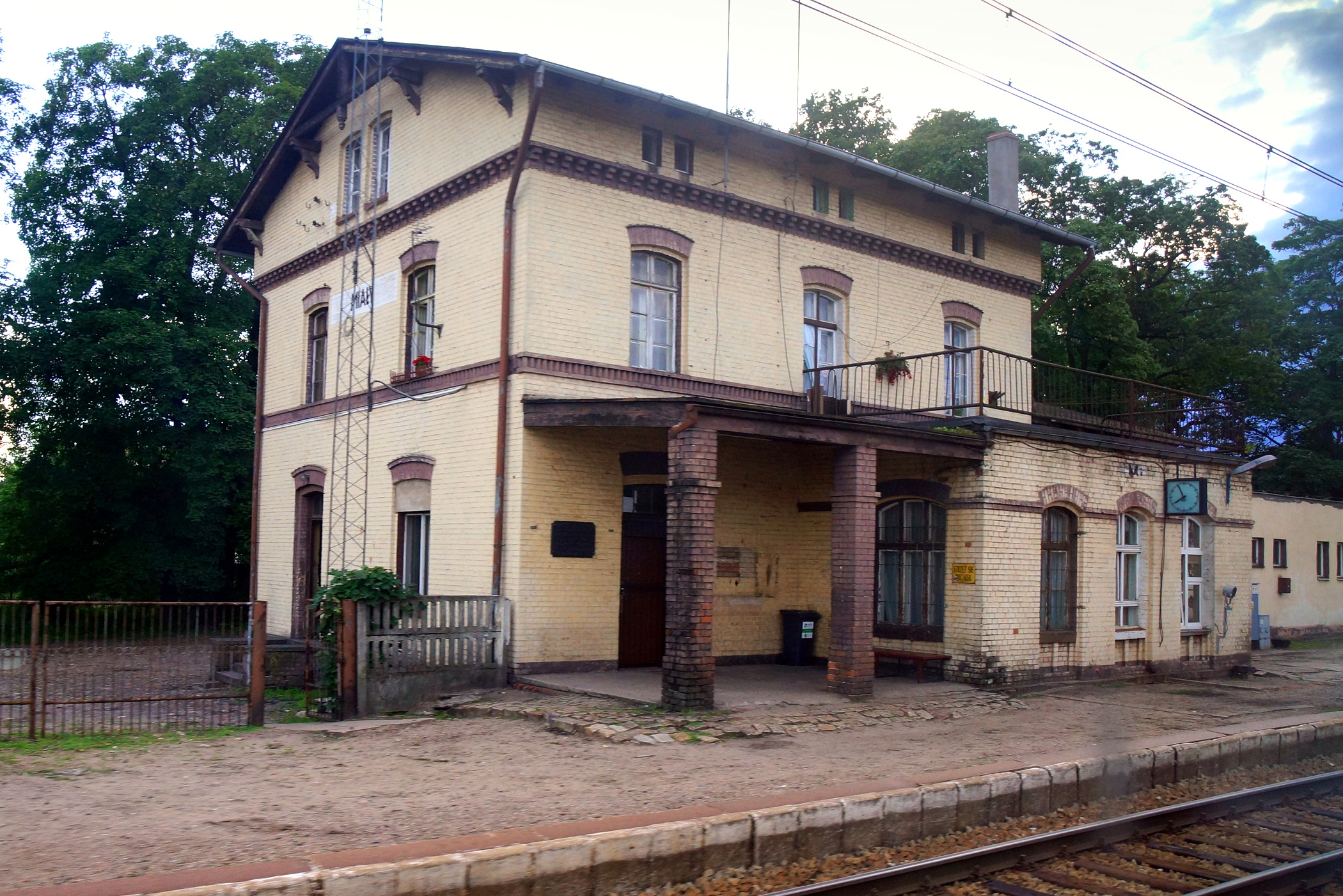

Station Miały is een spoorwegstation in de Poolse plaats Miały.